# Nicolás Achúcarro
Nicolás Achúcarro y Lund (Bilbao, 14 de junio de 1880-Guecho, 23 de abril de 1918) fue un médico y neurocientífico español, especialista en enfermedades mentales.

## Biografía
Nació en la calle Bidebarrieta del Casco Viejo de Bilbao, en el seno de una familia acomodada e ilustrada. Su padre fue el oftalmólogo Aniceto Achúcarro del Hospital de Achuri y su madre Juana Lund Ugarte, de procedencia noruega. Fue el primogénito de cuatro hermanos: Juan Luis (1883), fallecido en su juventud de tuberculosis, lo que marcó de por vida a Nicolás; María Federica (1886) y Severino (1893). Fue bautizado el 16 de junio de 1880 en la Catedral de Santiago, recibiendo los nombres de Nicolás Hilario Severino Basilio y Juan.
Estudió en el Instituto de Bilbao consiguiendo brillantes resultados tanto en ciencias como en letras, teniendo como profesor de latín y retórica a Miguel de Unamuno. También estudió música, literatura, arte e idiomas inspirado por el humanismo de su tío Severino Achúcarro, ilustre arquitecto de Bilbao.
Con una fuerte vocación por la medicina, viajó por primera vez a Alemania con su padre (1895) y completó su formación preuniversitaria en el Gimnasium alemán de Wiesbaden, alojándose durante 16 meses en la casa del director de la Orquesta de Wiesbaden.
Se examinó de Selectividad en Zaragoza y en 1897 comenzó la carrera de médico en el Colegio de San Carlos, Facultad de Medicina de la Universidad Central de Madrid, donde fue discípulo de Juan Madinaveitia y de su futuro colega Santiago Ramón y Cajal, por entonces profesor de Histología. Consiguió entonces el Premio Martínez Molina por sus conocimientos de anatomía y el Premio Fourquet, ambos por designación de sus compañeros.
Entró en contacto con las corrientes más innovadoras de la filosofía y la pedagogía por medio de Francisco Giner de los Ríos y de la Institución Libre de Enseñanza. Giner le presentó a Luis Simarro, socialista y miembro de la Masonería, quien había introducido en España la nueva psicología experimental y las corrientes psiquiáticas alemanas. Comenzó su carrera de investigador en el laboratorio de Simarro, quien le formó en neuroanatomía y anatomía patológica del sistema nervioso, introduciéndole al mismo tiempo en la psiquiatría y la neurología.
En otoño de 1899, ante el clima de pesimismo por la pérdida de las colonias, buscó en Europa la excelencia científica y viajó con su hermano Juan Luis a Alemania, donde cursó las asignaturas de patología, química y fisiología en la Universidad de Marburg. La enfermedad de su hermano, que después fallecería por tuberculosis, le obligó a regresar a Madrid, donde cursaría por libre los tres últimos años de la licenciatura en Medicina.
Desde 1902 y todavía como estudiante de Medicina, frecuentó el departamento de Juan de Madinaveitia en el Hospital Provincial de Madrid. En Madrid también se relacionó con Gregorio Marañón, José Ortega y Gasset y Juan Ramón Jiménez, con quien mantuvo una estrecha amistad. Colaborador de la Residencia de Estudiantes, al participar en la creación de su laboratorio, fue habitual de los círculos anticlericales y agnósticos y estuvo a favor de los aliados durante la Primera Guerra Mundial.
Realizó estancias de investigación en París - donde visita la clínica de Pierre Marie en el Hospital de la Salpêtrière, y a Joseph Babinsky en el Hospital de la Pitié - y en Alemania, donde trabaja con el neurólogo Lewandonsky y el italiano Catola. Por recomendación de este viaja a Florencia y en la Clínica de San Salvi colabora con Ernesto Lugaro y Eugenio Tanzi, profundizando en el estudio de las enfermedades mentales. Regresa de nuevo a Alemania donde permanece tres años en Múnich, trabajando en la clínica de Emil Kraepelin y en el laboratorio de Alois Alzheimer donde prepara su tesis doctoral “Contribución al estudio de la anatomía patológica de la rabia” que presentaría en Madrid en 1906, para volver rápidamente a Alemania.

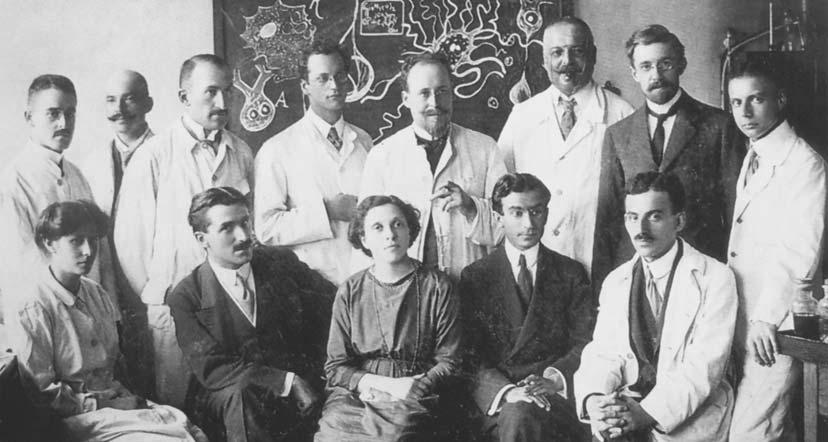
Fotografía del Dr. Alois Alzheimer y su grupo de colaboradores en 1909-1910. Achúcarro es el segundo empezando por la derecha en la fila de arriba. A su lado derecho está el Dr. Alzheimer

En 1908 fue invitado por el gobierno federal estadounidense y mediante la recomendación de Alois Alzheimer, para hacerse cargo del departamento de Anatomía patológica del Government Hospital for the Insane de Washington, el hospital psiquiátrico federal, con más de seis mil pacientes.
Enamorado de su prima Lola Artajo, regresa a Madrid en 1910 y ocupa diversos puestos como neuropsiquiatra en la medicina privada, hasta que se incorpora al laboratorio de Ramón y Cajal, lo que alterna con su experiencia clínica. En 1911 se casa con su prima, con la oposición de sus padres que no asistieron a la boda, y consigue la plaza/oposición de Médico en el Hospital Provincial de Madrid. Desde 1912 dirigió el Laboratorio de Histopatología del Sistema Nervioso, que luego se integraría en el Instituto de Investigaciones Biológicas. También en 1912 fue invitado junto a Jung y otros psiquiatras americanos a dar una serie de cursos sobre enfermedades mentales en la Universidad de Fordham (Nueva York), y fue nombrado doctor honoris causa por la Universidad de Yale. Santiago Ramón y Cajal le nombra director de una sección de Histopatología del Laboratorio de Investigaciones Biológicas (embrión del futuro Instituto Cajal) y pronto acuden a trabajar con él brillantes jóvenes que se convirtieron, con el tiempo en eminentes neurocientíficos de relevancia mundial, como Pío del Río-Hortega (entre Achúcarro y Río-Hortega revolucionaron el conocimiento de las células de guía, tarea ultimada por el segundo cuando distinguió entre oligodendrocitos y microglía -también conocidas como células de Hortega- en lo que Cajal había denominado como "el tercer elemento del sistema nervioso") o Fernando de Castro (quien inició su trabajo con Achúcarro antes de pasar a hacerlo directamente con Cajal, cuando enfermó el primero). 
Su ojo clínico le permitió diagnosticar a Ramón y Cajal la enfermedad de arterioesclerosis cerebral y a él mismo la enfermedad de Hodgkin, una leucemia linfocítica, tras sufrir los primeros síntomas en 1916. Tras una enfermedad durísima falleció el 23 de abril de 1918 en su casa de Neguri, a los 37 años.
Fue muy conocido por sus investigaciones sobre neuroglia, alcoholismo, enfermedad de Alzheimer y la parálisis general, así como por el procedimiento que lleva su nombre, y que consistía en impregnar el tejido nervioso de tanino y óxido de plata amoniacal. Muy apreciado por los pensadores más influyentes de su época, fue un miembro fundamental de la escuela fundada Santiago Ramón y Cajal, conocida como Escuela Neurológica Española, Escuela de Cajal o, directamente, Escuela de Madrid.
En homenaje a Nicolás Achúcarro, en el País Vasco abre sus puertas uno de los más relevantes institutos dedicados a la Neurociencias que existen en España y uno de los más específicamente centrados en el estudio de las células gliales del mundo entero: el Achucharro Basque Center for Neuroscience.

## Artículos académicos y científicos

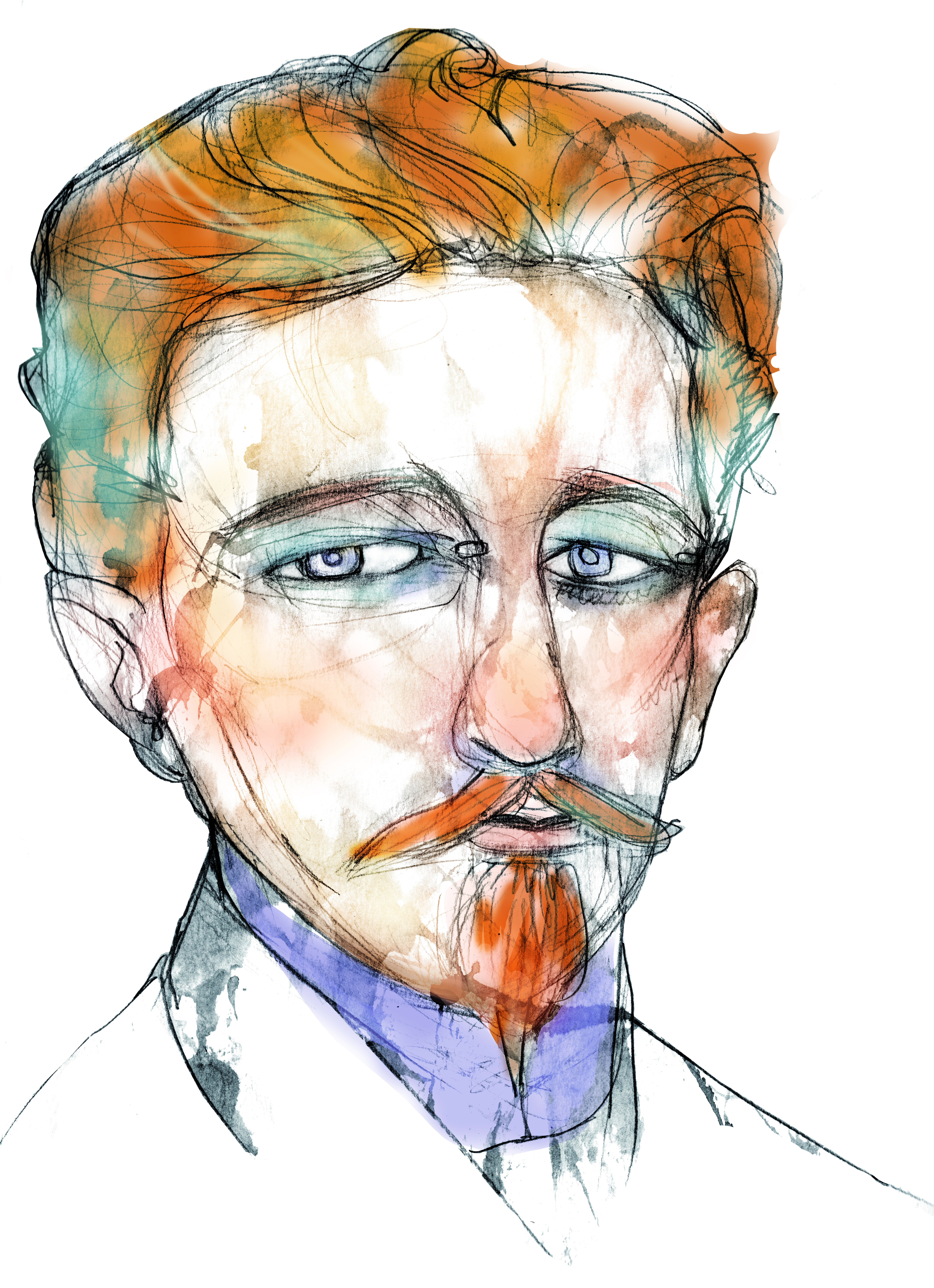
Retrato de Nicolás Achúcarro y Lund, por Eulogia Merle

- (1910). Algunos datos relativos a la naturaleza de las células en bastoncitos de la corteza cerebral humana obtenidos con el método de Cajal.
- (1911). Neuroglia y elementos intersticiales patológicos del cerebro, impregnados por los métodos de reducción de plata o por sus modificaciones.
- (1911). Algunos resultados histopatológicos obtenidos con el procedimiento del tanino y la plata amoniacal. Nicolás Moya.
- (1912). Nuevo método para el estudio de la neuroglia y el tejido conjuntivo.
- (1912). Las células amiboides de la neuroglía teñidas con el método de plata reducida.
- (1912). Sobre los núcleos de las células gigantes con un glioma.
- (1913). Notas sobre la estructura y funciones de la neuroglia y en particular de la neuroglia de la corteza cerebral humana.
- (1913). La estructura secretora de la glándula pineal humana.
- (1914). Alteraciones del ganglio cervical superior simpático en algunas enfermedades mentales. Nicolás Moya.
- (1915). De lévolution de la néuroglie, et spécialement de ses rélations avec l appareil vasculaire.
- (1915). Contribución al estudio gliotectónico de la corteza cerebral: el asta de Ammon y la fascia dentata. Imprenta de Hijos de Nicolás Moya.
- (con Sacristán, J. M.) (1912). Investigaciones histológicas e histopatológicas sobre la glándula pineal humana.
- (con Gayarre, M.) (1914). Contribución al estudio de la neuroglia en la corteza de la demencia senil y su participación en la alteración celular de Alzheimer.
- (con Calandre, L.) (1913). El método del tanino y la plata amoniacal aplicado al estudio del tejido muscular cardíaco del hombre y del carnero.

- Existe un perfil activo de Nicolás Achúcarro en Google Scholar donde se recogen todas su publicaciones y se actualizan las referencias recibidas: https://scholar.google.es/citations?user=OmRWSNAAAAAJ&hl=en&authuser=1